# Sharknado: The 4th Awakens
Sharknado: The 4th Awakens (Br/Prt: Sharknado - Corra Para o Quarto) é um filme de ação, comédia e desastre de ficção científica americano de 2016 feito para a televisão e é o quinto filme da série de filmes Sharknado, seguindo Sharknado, Sharknado 2: The Second One, Lavalantula e Sharknado 3: Oh Hell No!. O filme foi dirigido por Anthony C. Ferrante com Ian Ziering, Tara Reid, David Hasselhoff e Ryan Newman reprisando seus papéis dos filmes anteriores. Novas pessoas se juntando ao elenco do filme incluem Tommy Davidson, Masiela Lusha, Imani Hakim, Cheryl Tiegs e Gary Busey. No filme, Fin Shepard e seus aliados, cinco anos após o último Sharknado, enfrentam um grupo de variantes de sharknado, como um "cownado" e um "lightningnado".
O filme estreou no Syfy nos Estados Unidos em 31 de julho de 2016. Embora o título, o pôster e a introdução do filme sejam uma paródia do filme Star Wars: Episode VII - The Force Awakens de 2015, não é um mockbuster.
O quinto filme, Sharknado 5: Global Swarming, foi lançado em 6 de agosto de 2017.

## Recepção
O filme recebeu críticas em sua maioria negativas. O Rotten Tomatoes relata uma pontuação de 14% com uma classificação média de 3,4/10, com base em 14 críticos. O consenso diz: "Sharknado: The 4th Awakens perde o charme ridículo de seus antecessores, deixando apenas comentários sociais desajeitados e cenas monótonas que perderam sua pegada." No Metacritic, tem uma pontuação de 35% com base em avaliações de 7 críticos, indicando "avaliações geralmente desfavoráveis".
O filme foi assistido por 2,77 milhões de pessoas.